# Recilia intermedius
Recilia intermedius är en insektsart som beskrevs av Melichar 1903. Recilia intermedius ingår i släktet Recilia och familjen dvärgstritar. Inga underarter finns listade i Catalogue of Life.